# KUD Šokadija Stari Mikanovci
KUD "Šokadija" iz Starih Mikanovaca osnovano je 1967. godine kao rezultat gostovanja KUD-a Pajo Kolarić iz Osijeka, Pavla Blažeka, Julija Njikoša i Vere Svoboda u Mikanovcima. Već 1968. godine KUD osniva i po prvi put organizira priredbu "Mladost i ljepota Slavonije". 
Mladost i ljepota Slavonije je revija snaša, djevojaka i momaka u narodnim nošnjama koja je svrstana među 4 tradicionalne manifestacije vukovarsko-srijemske županije, a održava se svake godine u Starim Mikanovcima u veljači. 
Pri KUD-u djeluju folklorna, pjevačka, tamburaška i dramska sekcija.
Uz tradicionala kola (šokačko kolo-taraban, ajd na levo, mista, nebesko, ranče, diko moja milče, velike nevolje, logovac, kukunješće) i pjesme (Tri jetrve, Di bi bio stari čika dika, Moj je dika u šumi kod svinja, Dojdi diko meni na posilo, Na livadi pala kiša rosulja, pokladovac, drumarac, svatovac, bećarac) svoga mjesta KUD izvodi i koreografirani folklor Slavonije, Bačka (bunjevački plesovi), Baranje, Posavine, Splita, Ražanca, (u pripremi Zagorje i Prigorje) u obradi voditeljice folklora Anice Lekić.
U Mikanovcima ja na staroj mikanovačkoj ikavici za HTV snimljen i običaj na mikanovački način - čijalo.
Društvo aktivno djeluje tijekom cijele godine, a isto tako daje i brojne nastupe na izvornim smotram, kao i samostalne koncerte.
Brojni su nastupi KUD-a na smotrama kao što su vinkovačke jeseni, đakovački vezovi i Međunarodna smotra folklora u Zagrebu.
Nekoliko puta KUD je nastupio i u koncertnoj dvorani "Vatroslav Lisinski" u Zagrebu.
2004. godine KUD "Šokadija" predstavljao je Hrvatsku na Međunarodnoj smotri tradicionalnoga plesa i glazbe u Francuskoj.